# Sobarocephala vockerothi
Sobarocephala vockerothi är en tvåvingeart som beskrevs av Mitsuhiro Sasakawa 1993. Sobarocephala vockerothi ingår i släktet Sobarocephala och familjen träflugor. Inga underarter finns listade i Catalogue of Life.